# 朗內克 (特拉華州)
朗內克（英語：Long Neck）是位於美國特拉華州蘇塞克斯縣的一個人口普查指定地區。

## 地理
朗內克的座標為38°37′12″N 75°09′03″W / 38.62000°N 75.15083°W，而該地最高點為海拔高度3米（即10英尺）。

## 人口
根據2010年美國人口普查的數據，朗內克的面積為6.70平方千米，當中陸地面積為6.70平方千米，而水域面積為0.00平方千米。當地共有人口1980人，而人口密度為每平方千米295人。